# San Juan del Norte
San Juan del Norte es un municipio del departamento de Río San Juan en la República de Nicaragua. Extraoficialmente denominado también San Juan de Nicaragua, a veces denominado por el nombre de Greytown.

## Geografía
El término municipal limita al norte con el municipio de Bluefields, al sur con la República de Costa Rica, al este con el mar Caribe y la República de Costa Rica y al oeste con el municipio de El Castillo. La cabecera municipal está ubicada a 470 kilómetros de la capital de Managua. El municipio está ubicado en el extremo suroriente de Nicaragua.

## Historia
El actual municipio en el año 1538 se encontraba bajo el dominio español. Su representante era el señor Rodrigo Contreras. En esa época, la parte importante del territorio era su asiento actual con el nombre de San Juan. Durante la dominación española, se destacó por su auge comercial. Esto permitió que en el año de 1796 se le denominara Puerto Libre, con las mismas prerrogativas que gozaban en aquella época los puertos de Omoa en Honduras y de Santo Tomás de Castilla en Guatemala. Sin embargo los privilegios de Puerto Libre de San Juan del Norte no duraron mucho tiempo: los mosquitos y zambos de la Costa Atlántica nicaragüense invadieron la boca del Río San Juan, para bloquear las embarcaciones españolas que arribaban a la bahía.
Para el año de 1839, en la Costa Atlántica el Rey de los Misquitos concedió a los ingleses el derecho de explotación de la madera en grandes extensiones de tierra que abarcaban el territorio de San Juan. Esto permitió que Gran Bretaña planeara construir el canal interoceánico que cruzaría el territorio de Nicaragua a través del Río San Juan. Debido a lo anterior, el 1 de enero de 1848 los ingleses ocuparon militarmente el viejo San Juan, puerta del posible canal. Cambiaron su nombre por el de Greytown por el gobernador de la colonia de Jamaica Charles Edward Grey, que se convirtió en un puerto libre con su propio gobernador local y con representaciones diplomáticas de varios países.
En el 3 de septiembre de 1853, el cónsul británico Henry Grant Foote y su esposa salen de San Juan del Norte después de una estancia de 18 meses, para San Salvador, donde el señor Henry G. Foote pasaría al puesto vicecónsul británico en El Salvador. Años más tarde, en 1869, la esposa del diplomático publicó su libro Recolecciones de Centro América y la costa occidental de África (en inglés: Recollections of Central America and the west coast of Africa) que empieza con una descripción del puerto.

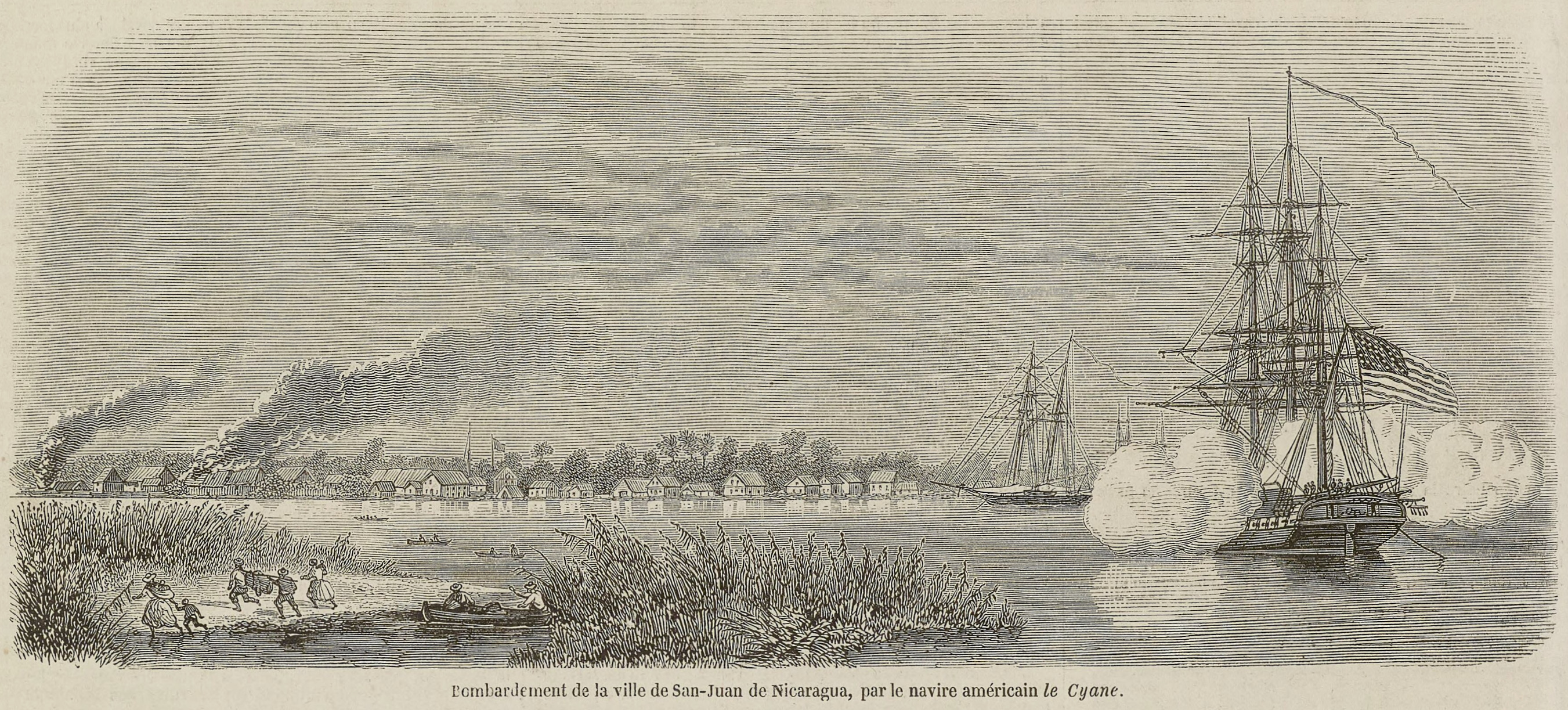
El bombardeo de Greytown en 1854.

El 	13 de julio de 1854 la fragata Cyane de la Armada de los Estados Unidos, destruyó completamente San Juan del Norte, debido a una represalia política. Fue reconstruida y entregada a Nicaragua mediante el Tratado de Managua del 28 de enero de 1860. El puerto volvió a ser uno de los más importantes centros comerciales de la región. Por decreto del 20 de febrero de 1861, se aprobó un reglamento con calidad de Constitución Política.
En 1894, el presidente de Nicaragua José Santos Zelaya incorporó completamente la región al estado, momento en el cual Greytown tenía 1482 habitantes.
En 1983 San Juan de Nicaragua sufrió una nueva destrucción debido a las luchas durante la Revolución Sandinista. Buena parte de la población emigró a Costa Rica y una minoría hacia Managua, Granada y Bluefields. Fuerzas de ARDE atacaron San Juan de Nicaragua el 9 de abril de 1984. Tras la guerra, en 1990 se reconstruyó el nuevo San Juan de Nicaragua, con 30 familias repatriadas y 20 desmovilizados de guerra.
Se construyó una nueva ciudad a pocos kilómetros al noroeste y se llama New Greytown y Nuevo San Juan del Norte.
En 2002, el municipio de San Juan del Norte pasó a llamarse oficialmente San Juan de Nicaragua y su capital pasó a llamarse Graytown por la Asamblea Nacional.

## Demografía
San Juan del Norte tiene una población actual de 2,812 habitantes. De la población total, el 52.8% son hombres y el 47.2% son mujeres. Casi el 61.9% de la población vive en la zona urbana.

## Naturaleza y clima
El clima predominante es de selva tropical, caracterizado como húmedo. Con temperaturas máximas de 32 °C y temperaturas mínimas de 22 °C. La precipitación pluvial varía entre
los 4000 y 6000 mm, caracterizándose por una buena distribución durante todo el año. Posee dentro de su planicie el bosque muy húmedo tropical, que se caracteriza por ser denso y perennifolio, miltiestraficado y con lianas gigantescas. La flora de este sistema es de las más ricas.
El suelo son depósitos aluviales y fluviales, que se formaron por el arrastre y la acumulación de materiales de la parte más alta del terreno. Los suelos que se ubican en pendientes onduladas hasta muy quebradas son en general bien drenados de color pardo muy oscuro en la capa superior, mientras el sub suelo es pardo amarillento bastantes empobrecidos y muy erosionado por las continuas lluvias, estos suelo tienen perspectivas de desarrollo agrícola muy limitadas.

## Localidades
Existen dos comarcas: Cangrejera y Río Indio.

## Economía
La principal actividad económica es la agricultura, con cultivos de arroz, coco, fríjol y maíz, seguida de la pesca y en menor escala la agricultura.

## Patrimonio

### Patrimonio histórico y artístico de la Nación
Nicaragua cuenta con tres cementerios que son parte del "Patrimonio histórico y artístico de la Nación" que la Asamblea Nacional ha declarado como tal y constituyen bienes culturales. Los tres cementerios son:
- Cementerio Greytown en San Juan del Norte.[7]
  - Cementerio Americano, fundado en noviembre de 1859 y dedicado a los marines de la fragata "Sabine" que naufragó en la bocana del río.
  - Cementerio Británico Wolf, fundado en 1872.
  - Cementerio Español, también llamado cementerio católico.
  - Cementerio "Saint John's Lodge N.º 357", llamado cementerio masón.
- Cementerio San Pedro Apóstol en Managua.
- Cementerio San José en Granada (30 de octubre de 2012).